# Daniel J. Harrington
Daniel J. Harrington (19 luglio 1940 – 7 febbraio 2014) è stato un presbitero, biblista e teologo statunitense, gesuita, studioso e divulgatore dell'epistolario paolino.
Docente di materie teologiche, il suo campo di studio e di ricerca includeva l'interpretazione biblica nei tempi antichi e nella attualità odierna, l'Ebraismo del Secondo Tempio, i rotoli del mar Morto, la teologia ed i linguaggi biblici, i Vangeli sinottici, l'epistolario paolino ed infine il Libro dell'Apocalisse. Fu un pastore associato al Collegio St. Agnes di Arlington e al St. Peter College di Cambridge nel Massachusetts.
La rivista America lo definì uno dei più importanti studiosi del Nuovo Testamento al mondo.

## Biografia
Nel 1958 si diplomò alla High School del Boston College. Nel 1964, conseguì il Bachelor of Arts in letteratura classica e filosofia, e l'anno seguente il Master of Arts in filosofia presso il Weston College, che attualmente è integrato nel Boston College. 
Nel 1970, ottenne il dottorato in lingue del Vicino Oriente presso l'Università di Harvard, ed infine un MDiv alla scuola teologica gesuita di Weston.
Fu professore di Sacra Scrittura (per il Nuovo Testamento) e direttore del Dipartimento di Studi Biblici della Boston College School of Theology, la scuola teologica dei Gesuiti a Weston. Curò per tre anni la rubrica The Word ("il Verbo") nella rivista America, e fu redattore della rivista New Testament Abstracts dal 1972 fino alla sua morte. Inoltre, è stato autore di una serie in 18 volumi dal titolo latino Sacra Pagina, e di un commentario del Nuovo Testamento per la Liturgical Press.
Morì di cancro nell'ospedale Gesuita del New England, a Weston, nel Massachusetts.

## Pensiero
La maggior parte delle sue pubblicazioni riguarda l'epistolario paolino. In particolare, Harrington ha scritto due libri dal titolo Paul and Virtue Ethics e Meeting St. Paul Today ("Paolo e le virtù etiche", e "Incontrando San Paolo oggi"). Il primo fu scritto in occasione dell'anno paolino, proclamato da papa Benedetto XVI nel 2008, col proposito di dare ai non specialisti una guida introduttiva alla lettura dell'Apostolo dei Gentili. 

Il testo fa emergere la criticità dell'impegno pastorale e caritatevole di San Paolo nella vita della prima comunità Cristiana, e la sua permanente attualità pratica.
L'autore discute la paternità delle opere ascritte a San Paolo (sei lettere di dubbia attribuzione, rispetto alle rimanenti sei di attribuzione certa), rilevando che entrambi i gruppi di epistole sono comunque riconosciuti dalle Chiese cristiane come testi ispirati da Dio, ed appartenenti al canone biblico. 
Harrington getta luce sull'attualità di Paolo per la salvezza dei cristiani di oggi e per i lettori in genere, presentando l'apostolo come un esperto di teologia pastorale, visione collaborativa del proprio ministero, attenta ai successori apostolici, e al ruolo delle donne nella Chiesa primitiva. 
Documenta nelle comunità dell'Ebraismo ortodosso la consuetudine di attualizzare i testi biblici, proponendo ai cristiani il recupero di questa tradizione e la sua conservazione nel tempo. L'attualizzazione è definita come il processo che consiste nella lettura e comprensione dei testi storici, nel loro adattamento e applicazione al mondo in cui i lettori vivono.
Ispirandosi alla dottrina dell'Illuminazione, suggerisce l'importanza della preghiera e della lectio divina come strumento dello Spirito Santo Dio per aiutare i fedeli nella comprensione dei testi antichi e dei problemi contemporanei, in una misura non raggiungibile ai singoli nemmeno con i metodi del criticismo storico o della critica letteraria.